# Pouwel Kuiper

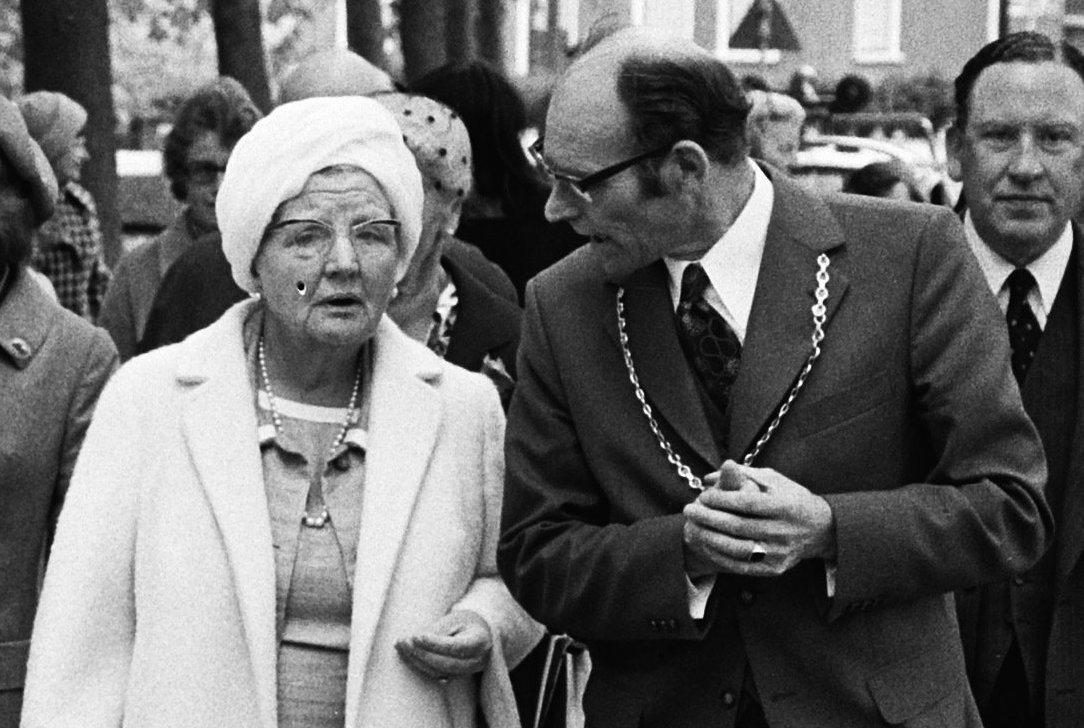
Koningin Juliana en burgemeester P. Kuiper (1975)

Pouwel Kuiper (Emmer-Erfscheidenveen, 27 september 1928 – Hoogeveen, 31 december 1997) was een Nederlands politicus van de PvdA.
Na de ulo vervulde hij zijn dienstplicht en vervolgens was hij werkzaam bij de sociale jeugdzorg. Na het afronden in 1954 van zijn studie aan de Sociale Akademie voor maatschappelijk werk in Groningen ging hij naar Beverwijk waar hij directeur van een buurthuis werd. Eind 1957 werd hij directeur van de Stichting ter Bevordering van het Buurthuiswerk in het Noorden (SBBN). In mei 1964 werd Kuiper benoemd tot burgemeester van Baarderadeel waarna Minne Dijkstra SBBN-directeur werd. In juni 1981 volgde zijn benoeming tot burgemeester van Westerbork wat hij zou blijven tot oktober 1989 toen hij, onder andere door gezondheidsproblemen, vervroegd met pensioen ging. Kuiper overleed eind 1997 op 69-jarige leeftijd.